# Bahnhof Köln-Nippes
Der Bahnhof Köln-Nippes befindet sich überwiegend im gleichnamigen Stadtteil Nippes in Köln. Er liegt an der Bahnstrecke Köln – Krefeld – Kleve und diversen zulaufenden Verbindungsstrecken. Der von der Kölner S-Bahn bediente Bahnhofsteil Köln-Nippes Pbf liegt im benachbarten Stadtteil Bilderstöckchen. Im Stadtteil Nippes existieren heute nur noch wenige Meter Gleisstrecke.

## Lage und Aufbau

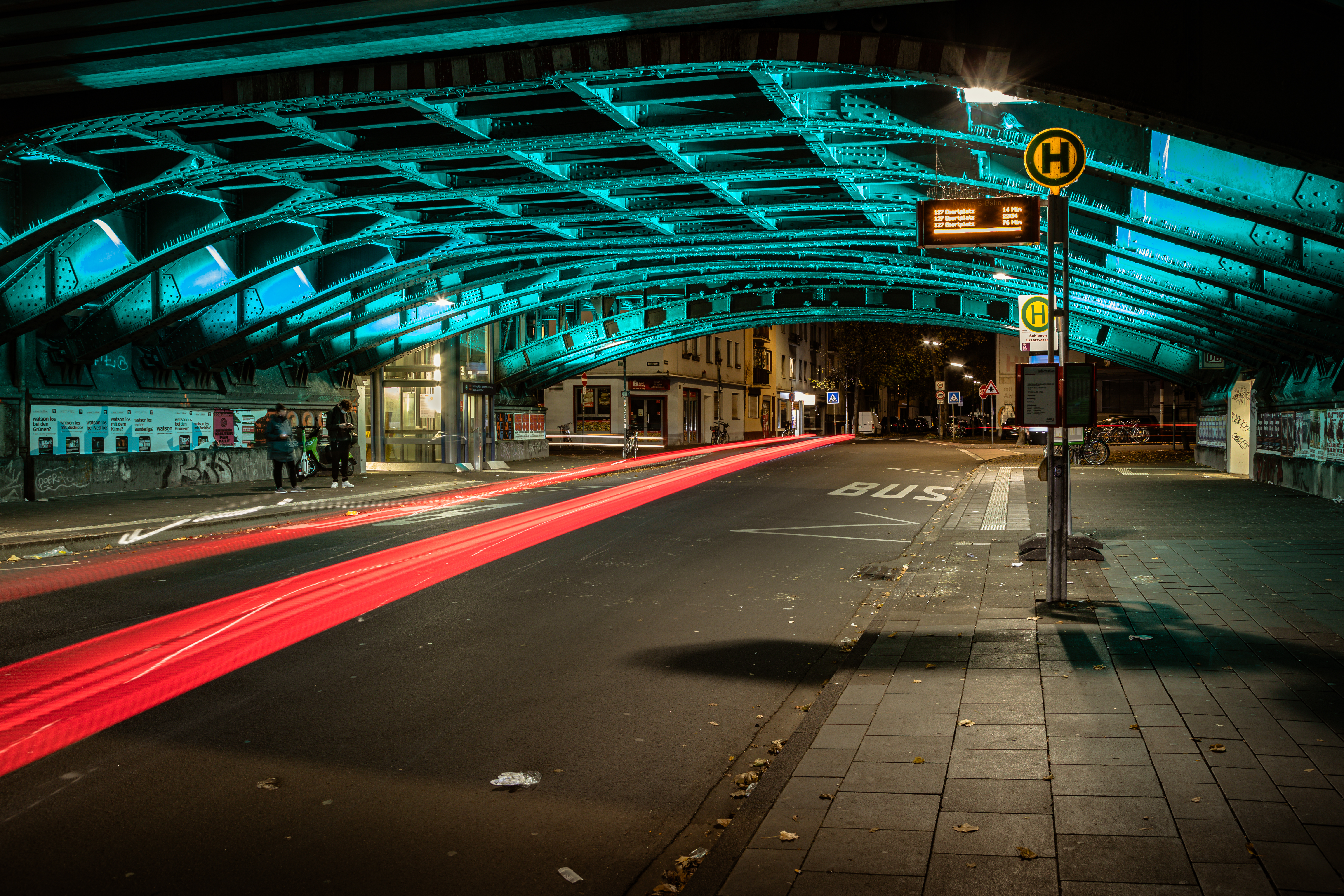
Eingang mit Bushaltestelle in der Bahnunterführung Liebigstraße

Der Bahnhof umfasst mehrere Bahnhofsteile. Neben dem eigentlichen Bahnhof Köln-Nippes (KKN) sind dies (Stand: 2016) die Bahnhofsteile Köln-Nippes Bez 1 (KKN B), Köln-Nippes Bez 4 (KKN G), Köln-Nippes Etzelstraße Abzw (KKN E), Köln-Nippes Nf (KKN N), Köln-Nippes Pbf (KKN P) und Köln-Nippes Wendeanlage (KKN W). Die Bahnhofsteile Bez 1, Bez 4 und Nf befinden sich in Höhe des ehemaligen Rangierbahnhofs und heutigen Abstellbahnhofs an der VzG-Strecke 2615 (Köln West – Köln-Longerich), die parallel zur Strecke Köln Hbf – Krefeld – Kleve verläuft. Über den Bezirk 1 besteht eine Verbindung zum Gleisnetz der HGK. Die VzG-Strecke 2610 (Köln Hbf – Kleve), die eigentliche Hauptstrecke, ist über den Bahnhofsteil Etzelstraße Abzw mit den übrigen Strecken verbunden. Die VzG-Strecke 2620 (Köln Hbf – Köln-Worringen) dient dem S-Bahn-Verkehr. An ihr befinden sich die Bahnhofsteile Personenbahnhof (Pbf) und Wendeanlage, am Bahnhofsteil Etzelstraße Abzw mündet sie in die VzG-Strecke 2610. Zwischen Köln-Nippes und Köln-Longerich weist diese Strecke keine eigenen Gleise auf.
Die leit- und sicherungstechnischen Anlagen des Bahnhofs werden seit dem 13. April 1975 vom Stellwerk Nf, einem Relaisstellwerk der Bauart SpDrS60 mit Nummernstellpult, gesteuert. Das Stellwerk ersetzte mehrere mechanische und elektromechanische Stellwerke aus dem frühen 20. Jahrhundert. Die S-Bahnstrecke bis einschließlich Köln-Chorweiler Nord und die Abzweigstelle Köln Etzelstraße werden von Nf aus ferngestellt.

## Geschichte

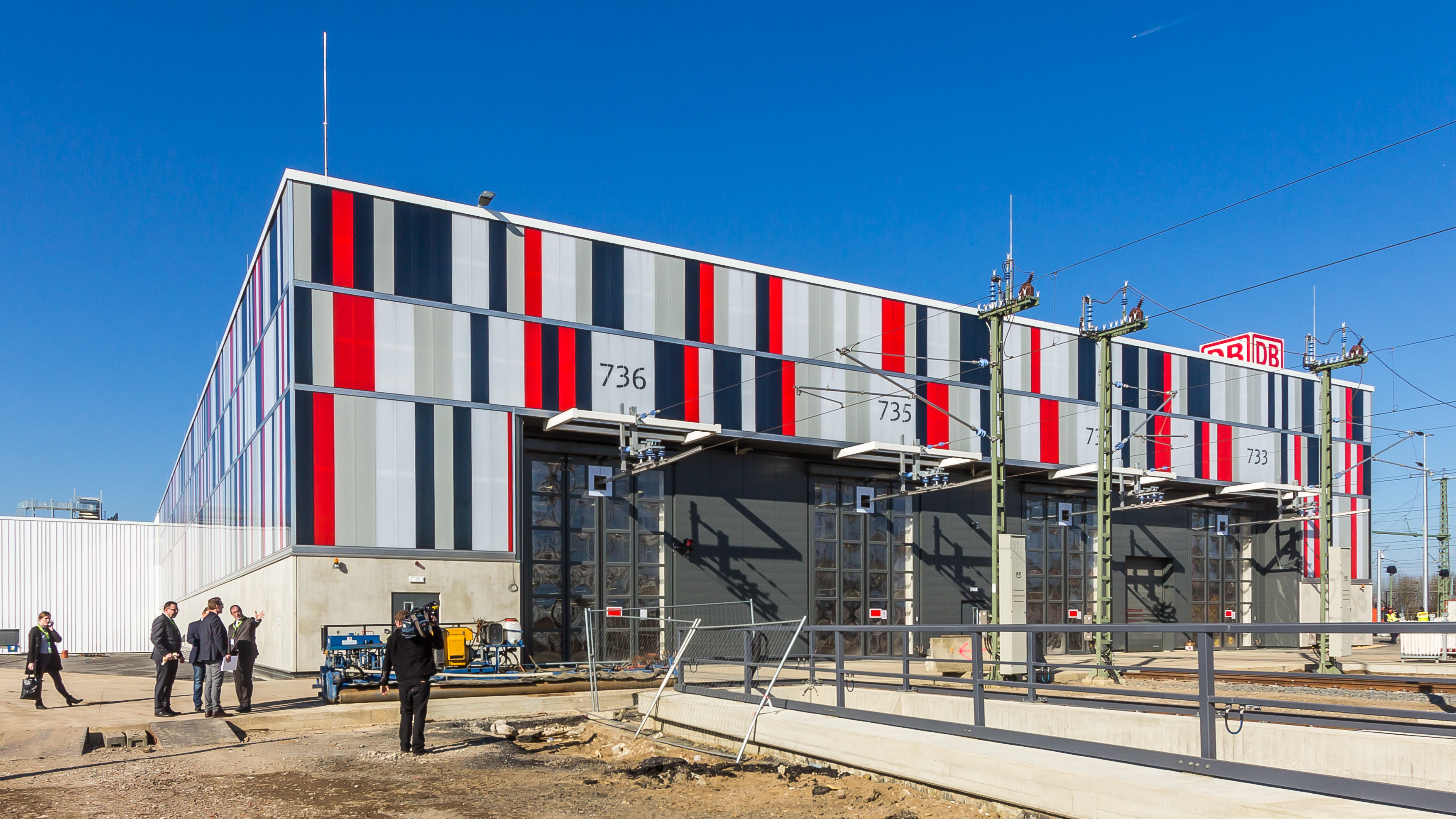
ICE-Instandhaltungswerk Köln, 2018

Der Bahnhof ging mit der Eröffnung der Streckenabschnitts Cöln Crefelder Bf – Neuss am 15. November 1855 in Betrieb. Betreiber der Strecke war zunächst die Cöln-Crefelder Eisenbahn-Gesellschaft, die 1860 von der Rheinischen Eisenbahn-Gesellschaft (RhE) übernommen wurde. Nach der Übernahme durch die RhE entstand bei Nippes die Central-Werkstätte der Gesellschaft. Etwa zeitgleich ging der Rangierbahnhof Nippes in Betrieb. Zu Beginn des 20. Jahrhunderts wurde der Rangierbahnhof im Zuge des allgemeinen Ausbaus der Kölner Güterverkehrsanlagen umfangreich erweitert. 1914 ging das Bahnbetriebswerk Köln-Nippes (Bw Köln-Nippes) in Betrieb.
Seit 1975 ist der Bahnhof in das Netz der S-Bahn Köln eingebunden. Mit der Inbetriebnahme der Kölner Stammstrecke ging der neue Personenbahnhof Köln-Nippes am 26. Mai 1990 in Betrieb. Dieser liegt südlich des Rangierbahnhofs an der Hartwichstraße. Das alte Bahnhofsgebäude, das knapp hundert Meter südlich von dem neuen Haltepunkt entfernt an der Escher Straße steht, wurde aufgegeben. Das Gebäude steht seit 2002 unter Denkmalschutz und dient zu Wohnzwecken.
Das 1991 aufgelöste Bw Köln-Nippes, zuletzt als Bw Köln 1 bezeichnet, dient seit 1992 als Heimat für das Eisenbahnmuseum Köln, der bekannteste Untermieter ist das Rheinische Industriebahn-Museum. Auf dem Gelände des ehemaligen Rangierbahnhofs ging 2015 ein S-Bahn-Betriebswerk der DB Regio in Betrieb. Am 23. Februar 2018 wurde das ICE-Instandhaltungswerk Köln eingeweiht. Das Werk ist das erste CO2-neutrale Instandhaltungswerk der Deutschen Bahn. Für den Bau wurden das ehemalige Empfangsgebäude und das in der Nähe befindliche ehemalige Stellwerk R 4 abgerissen. Alle diese Einrichtungen befinden sich im Stadtteil Bilderstöckchen. 
2021 war der S-Bahnhof Schlusslicht im Ranking der NVR im Bezug auf Erscheinungsbild, Sauberkeit und Funktionalität. Der Bahnhof sei mit Graffiti beschmiert und es gebe dreckige, dunkle Ecken, die als Angsträume wahrgenommen werden. Durch einen Bürgerantrag im September 2022 wurde ein Umbau des Bereichs um den Bahnhof beschlossen. Etwa 250.000 € sollen in die Neugestaltung der Kreuzungen rund um den Bahnhof investiert werden, um für mehr Sicherheit für Fußgänger und Radfahrer sorgen.

## Bedienung
Der Personenbahnhof wird von den Linien S 6 (Essen Hbf – Köln-Nippes) der S-Bahn Rhein-Ruhr und S 11 der S-Bahn Köln (Bergisch Gladbach – Düsseldorf Flughafen Terminal) der S-Bahn Köln bedient. Die S 6 wird in den Hauptverkehrszeiten über Köln-Chorweiler nach Köln-Worringen verlängert.
| Linie | Verlauf | Takt | Betreiber    |
| ----- | --- | --- | ------------ |
| S 6   | Essen Hbf – Essen Süd – E-Stadtwald – E-Hügel – E-Werden – Kettwig – Kettwig Stausee – Hösel – Ratingen Ost – D-Rath – D-Rath Mitte – D-Derendorf – D-Zoo – D-Wehrhahn – Düsseldorf Hbf – D-Volksgarten – D-Oberbilk – D-Eller Süd – D-Reisholz – D-Benrath – D-Garath – D-Hellerhof – Langenfeld-Berghausen – Langenfeld (Rheinland) – Lev.-Rheindorf – Lev.-Küppersteg – Leverkusen Mitte – Lev.-Chempark – K-Stammheim – K-Mülheim – K-Buchforst – K-Messe/Deutz – Köln Hbf – K-Hansaring – K-Nippes (– K-Geldernstr./Parkgürtel – K-Longerich – K-Volkhovener Weg – K-Chorweiler – K-Chorweiler Nord – K-Blumenberg – K-Worringen) Stand: Fahrplanwechsel Dezember 2023 | 20 min (werktags) 30 min (sonn-/feiertags, Essen–Düsseldorf auch samstags) Nippes–Worringen nur werktags 5–20 Uhr und sonn-/feiertags 11–21 Uhr | DB Regio     |
| S 11  | D-Flughafen Terminal – D-Unterrath – D-Derendorf – D-Zoo – D-Wehrhahn – Düsseldorf Hbf – D-Friedrichstadt – D-Bilk – D-Völklinger Straße – D-Hamm – NE Rheinparkcenter – NE Am Kaiser – Neuss Hbf – Neuss Süd – Norf – NE-Allerheiligen – Nievenheim – Dormagen – Dormagen-Chempark – Köln-Worringen – K-Blumenberg – K-Chorweiler Nord – K-Chorweiler – K-Volkhovener Weg – K-Longerich – K-Geldernstraße/Parkgürtel – K-Nippes – K-Hansaring – Köln Hbf – K-Messe/Deutz – K-Buchforst – K-Mülheim – K-Holweide – K-Dellbrück – Duckterath – Bergisch Gladbach Stand: Fahrplanwechsel Dezember 2023                                                                        | 20 min | DB Regio NRW |

Außerdem kann zu folgenden Buslinien umgestiegen werden: 
| Linie | Fahrstrecke |
| ----- | --- |
| 127   | Longerich, Longericher Str. – Longerich – Pesch – Mengenich – Ossendorf – Bilderstöckchen – Geldernstraße/Parkgürtel – Nippes – Nippes, Merheimer Platz – Hansaring – Ebertplatz |
| 142   | Ubierring – Chlodwigplatz – Volksgarten – Bahnhof Süd – Weißhausstr. – Universität – Weinsbergstr./Gürtel – Bahnhof Ehrenfeld – Liebigstraße – Nippes – Nippes, Merheimer Platz  |